# Joseph Heller
Joseph Heller (Brooklin, 1 de maio de 1923 — Long Island, 12 de dezembro de 1999) foi um escritor estadunidense, mais conhecido por ter escrito o clássico satírico ambientado na Segunda Guerra Mundial Catch-22 (Brasil: Ardil-22 / Portugal: Artigo 22). Os mecanismos literários estabelecidos em seu primeiro romance continuariam a aparecer em suas obras posteriores. Catch-22 foi parcialmente baseado nas próprias experiências de Heller e influenciou, entre outros, a comédia M*A*S*H de Robert Altman e sua subsequente série televisiva, situada na Guerra da Coreia. A frase "catch-22" entrou para o jargão inglês, significando uma situação sem ganhos, particularmente aquelas criadas pela lei, regulamentos ou circunstâncias.

## Biografia
Heller nasceu no Brooklyn, Nova Iorque, filho de humildes pais judeus. Seu pai, Isaac Heller, nascido na Rússia e motorista de caminhão, faleceu em 1927 após uma mal-sucedida operação de úlcera. Ao se formar na Abraham Lincoln High School em 1941, Heller entrou para a United States Army Air Corps. Dois anos depois foi mandado para a Itália, onde voou em 60 missões de combate como bombardeador em um B-25.
Depois da guerra, Heller foi diplomado pela Universidade de Colúmbia, recebendo em 1949 uma bolsa na Universidade de Oxford, onde permaneceu entre 1949 e 1950. Heller trabalhou como professor na Universidade Estadual da Pensilvânia (1950-1952), como redator de publicidade para as revistas Time (1952-1956) e Look (1956-1958) e como gerente publicitário da McCall's. Ele deixou a McCall's em 1961 para lecionar ficção e composição dramática na Universidade de Yale e na Universidade da Pensilvânia.

### Início de carreira (1961-1970)
| “ | No mundo inteiro, jovens estavam sacrificando a vida pelo seu país, como lhes haviam dito. E ninguém parecia importar-se com isso, muito menos os jovens que estavam arriscando suas jovens vidas. Não havia qualquer fim à vista" — Catch-22 | ” |

As primeiras histórias Heller vendeu ainda em seus anos de estudante. Foram publicadas em revistas como Atlantic Monthly e Esquire. No começo dos anos 1950 começou a trabalhar em Catch 22. Nesta época Heller era redator em uma pequena agência publicitária, e escreveu grande parte do livro no vestíbulo de um apartamento na West End Avenue. "Como eu digo e repito, eu escrevi o primeiro capítulo à mão livre certa manhã de 1953, debruçado sobre minha mesa na agência publicitária (a partir de ideias e palavras que surgiram na minha mente apenas na noite anterior); o capítulo foi publicado no trimestral New World Writing #7 em 1955 sob o título "Catch-18". (Eu recebi vinte e cinco dólares. A mesma edição trazia um capítulo de On The Road de Jack Kerouack, sob um pseudônimo)" (trecho de Now and Then, 1998). O romance foi praticamente ignorado até 1962, quando sua publicação na Inglaterra foi aclamada pela crítica. E no The New York World-Telegram Richard Starnes abriu seu artigo com palavras proféticas: "Yossarian irá, acho eu, viver por um longo e bom tempo". Um dos primeiros críticos tacharam o livro de "repetitivo e monótono", e outro de "uma apresentação ofuscante que irá ultrajar leitores na mesma proporção que agradar".
Catch-22 foi originalmente escrito (e proposto para publicação) como Catch-18, onde as equipes de bombardeio seriam obrigadas a voar em no mínimo 18 missões. Pouco antes da data agendada para seu lançamento, outro editor publicou o romance Mila 18 de Leon Uris, sem relações com o trabalho de Heller mas também tratando de um tema militar. A obra de Heller foi apressadamente renomeada (ou renumerada), com as obrigações militares dos personagens aumentadas para 22 missões.
Uma versão cinematográfica, dirigida por Mike Nichols e lançada em 1970, é considerada decepcionante, embora o ótimo elenco escalado tenha dado seu melhor. Nichols enfatizou o absurdo da guerra, e assim como Heller, rejeitou a beligerância norte-americana. Orson Welles, que também se interessou em levar o livro para as telas, assumiu o papel do General Dreedle. Depois de escrever Catch-22, Heller trabalhou em diversos longas-metragens de Hollywood, como Sex and the Single Girl, Casino Royale e Dirty Dingus Magee, além de contribuir com o programa de TV McHale's Navy sob o pseudônimo Max Orange. Na década de 1960, Heller envolveu-se em movimentos de protesto contra a Guerra do Vietnã.
A peça teatral de Heller, We Bombed in New Heaven (1968), foi escrita em parte para expressar sua insatisfação quanto à guerra. Foi produzida na Broadway e encenada 86 vezes. Ardil-22 foi também transformada em peça, apresentada pela primeira vez no John Drew Theater em East Hampton, Nova York, em 13 de julho de 1971.

### Outros trabalhos (1974-2000)
Heller esperou 13 anos para lançar seu próximo romance - o sombrio Something Happened (1974). Retrata o executivo Bob Slocum, que sofre de pesadelos e consegue quase que pressentir o desastre se aproximando. A vida de Slocum é tediosa, e ele sente que sua felicidade é ameaçada por forças desconhecidas. "Quando ouço uma ambulância, prefiro não saber a quem veio buscar". Ele não compartilha da rebeldia de Yossarian, agindo ao invés disso como um "lobo numa matilha de lobos".
Entre os últimos trabalhos de Heller estão Good As Gold (1979), onde o protagonista Bruce Gold tenta reconstituir a partir de sua família e conhecidos a experiência judaica na América ao mesmo tempo em que se vê atormentado por uma iminente nomeação para um cargo importante no governo. Já God Knows (1984) é uma versão moderna da história do Rei Davi envolta numa alegoria sobre como é para um judeu sobreviver num mundo hostil. Davi chega à conclusão que recebera as melhores partes da Bíblia. "Eu tenho suicídio, regicídio, fratricídio, homicídio, infanticídio, adultério, incesto, enforcamentos e mais decapitações do que Saul".
No Laughing Matter (1986), escrito com Speed Vogel, foi um relato surpreendentemente divertido das experiências de Heller como vítima da síndrome de Guillain-Barré. Seu livro seguinte foi a sátira histório-fictícia Picture This (1998). Em 1994, ele reapareceu com Closing Time - a sequência de Catch-22, retratando as vidas atuais de seus protagonistas. Yossarian, agora com 40 anos de idade, continua tão preocupado com a morte quanto no primeiro romance. "Graças a Deus pela bomba atômica", diz ele. Now And Then (1998) é a autobiografia de Heller, uma evocação de suas memórias de infância na vizinhança de Coney Island, Brooklyn, nos anos 1920 e 30.
Heller teve dois filhos de seu primeiro casamento com Shirley Held: Erica Jill e Theodore Michael. Seu divórcio seria relatado em No Laughing Matter. Em 1989 casou-se com Valerie Humphries, uma enfermeira que conhecera quando estava doente. Heller faleceu em decorrência de um ataque cardíaco em sua casa em Long Island no dia 12 de dezembro de 1999. Seu último romance, Portrait Of The Artist As An Old Man, publicado postumamente em 2000, fala de um bem-sucedido escritor que busca inspiração para um último livro.

## Polêmica emCatch-22
Em abril de 1998, Lewis Pollock escreveu ao The Sunday Times pedindo esclarecimentos sobre "a incrível semelhança de personagens, características pessoais, excentricidades, descrições físicas, injúrias e incidentes" entre Catch-22 e outro romance, publicado na Inglaterra em 1951. O livro que provocou a requisição foi The Sky is a Lonely Place, escrito por Louis Falstein e publicado como Face of a Hero nos Estados Unidos. O romance de Falstein estava disponível dois anos antes de Heller escrever o primeiro capítulo de Catch-22 (1953), enquanto ainda estudava em Oxford. O Times afirmou que "ambos tem personagens centrais que expressam seu desejo de escapar à carnificina aérea; ambos são assombrados por um onipresente aviador ferido, invisível no interior de ataduras de gesso". A réplica de Heller surgiu prontamente; afirmando que nunca lera o livro de Falstein, ou muito menos ouvira falar do autor, ele declarou: "Meu livro saiu em 1961, e eu acho engraçado que ninguém mais tenha percebido quaisquer semelhanças, inclusive o próprio Falstein, que morreu ano passado".

## Obras

### Romances
- 1961 Brasil: Ardil-22 / Portugal: Artigo 22 - no original Catch-22
- 1974 Something Happened (Alguma coisa mudou)
- 1979 Good As Gold (Gold vale ouro)
- 1984 God Knows (Só Deus sabe)
- 1988 Picture This (Imaginem que…)
- 1994 Closing Time (A hora final)
- 2000 Portrait Of The Artist As An Old Man (Retrato do artista quando velho)

### Contos
- 2003 Catch As Catch Can: The Collected Stories and Other Writings
- Three Short Stories Of Utter Annoyance

### Autobiografia
- 1988 No Laughing Matter (Não é Hora Pra Rir), com Speed Vogel
- 1998 Now And Then

### Peças
- 1967 We Bombed in New Haven
- 1971 Catch 22
- 1973 Clevinger's Trial

### Roteiros
- 1964 Sex and the Single Girl
- 1967 Cassino Royale (não creditado)
- 1970 Dirty Dingus Magee